# Yaquis
Yaqui ou Yoeme é uma tribo indígena dos Estados Unidos e do México que vivia originalmente no vale do rio Yaqui no norte do estado mexicano de Sonora. Muitos deles ainda vivem nessas terras, mas há aqui alguns deles no  Arizona (EUA), em consequência de guerras ocorridas ente os yaquis e o governo do México.

## Nome
Os yaquis chamam a si próprios de "Yoreme, " palavra da língua yaqui para pessoa ("yoemem" ou "yo'emem" - "pessoa"). Eles chama sua terra de "Hiakim, " daí alguns estudiosos concluírem ser essa a origem do nome Yaqui. Também se descrevem como sendo Nação Hiaki Nation ou Pascua Hiaki.

## Estilo de vida
No passado, os yaquis subsistiam da agricultura, cultivando milho, feijão e “squash” (uma cucurbitaceae), como muitos nativos da região. Os yaquis que viviam na região do rio Yaqui  e nas áreas litorâneas de Sonora e Sinaloa também pescavam, além de cultivar terras. Os yaquis confeccionam também produtos em algodão. Eram também conhecidos por sua estatura elevada.

## Cosmologia e religião
A concepção yaqui do mundo é consideravelmente diferente dos seus vizinhos indígenas do México e dos Estados Unidos. Por exemplo, o “mundo” (em Yaqui, anía) é composto de cinco mundos separados: o do deserto selvagem, o místico, o das flores, o dos sonhos e o da noite. Muitos dos rituais yaquis tem como objetivo aperfeiçoar esses mundos e eliminar os danos feitos a eles, em especial por pessoas. Há uma crença recorrente para muitos dos yaquis de que a existência do mundo depende muito da performance anual dos rituais da Quaresma e da Páscoa.
A religião yaqui é um sincretismo das antigas e tradicionais crenças yaquis com os ensinamentos dos missionários jesuítas e mais tarde dos franciscanos. As práticas são de cânticos, música, danças, orações por parte dos membros da comunidade. Há também outras práticas, da Igreja Católica, que são realizadas pelas antigas tradições.
A “Canção do Cervo” (maso bwikam) acompanha a “Dança do Cervo” que é feita pelo dançarino Pascola (do espanhol 'pascua', páscoa), também chamado “dançarino do cervo”. As Pascolas tem funções religioso-sociais e ocorrem muitas vezes durante o ano, mas as ocasiões mais especiais são a Quaresma e a Páscoa. Tais rituais coincidem com outros rituais "do cervo" dos povos de línguas uto-astecas como os mayos. Porém, o ritual “do cervo” dos yaquis é muito mais centrado no caráter de “culto” religioso do seu povo,com muitas ligações às crenças e práticas da Igreja Católica.
As flores têm muita importância na cultura yaqui. Conforme seus tradicionais ensinamentos, as flores vicejaram a partir do sangue oriundo da crucificação de Jesus. As flores são vistas como manifestações das almas e os Yaquis amigos próximos masculinos podem se saudar entre si dizendo  "Haisa sewa?" (Como está sua “flor”?)

## História
Os yaquis nunca foram conquistados militarmente pelos espanhóis, tendo derrotado em batalhas sucessivas expedições dos conquistadores. Porém, houve sucesso dos Jesuítas na cristianização dos Yaquis, que foram convencidos as se estabelecer em oito cidades: Pótam, Vícam, Tórim, Bácum, Cócorit, Huirivis, Benem e Rahum.
Por muitos anos, Os Yaquis viveram em paz seu bom relacionamento como os missionários jesuítas. Com isso foram obtidas vantagens mútuas: Os Yaquis puderam desenvolver uma economia produtiva e os missionários foram capazes de aplicar o bem estar criado para estender suas atividades de catequese mais para o norte. Em 1730 o governo colonial espanhol começou a alterar essas relações, expulsando os Jesuítas de Sonora. Isso desagradou muito os Yaquis e houve várias rebeliões. Além disso, os novos missionários, os Franciscanos, nunca chegaram a se tornar líderes religiosos do povo yaquis, deixando os mesmos sem laços religiosos ocidentais.

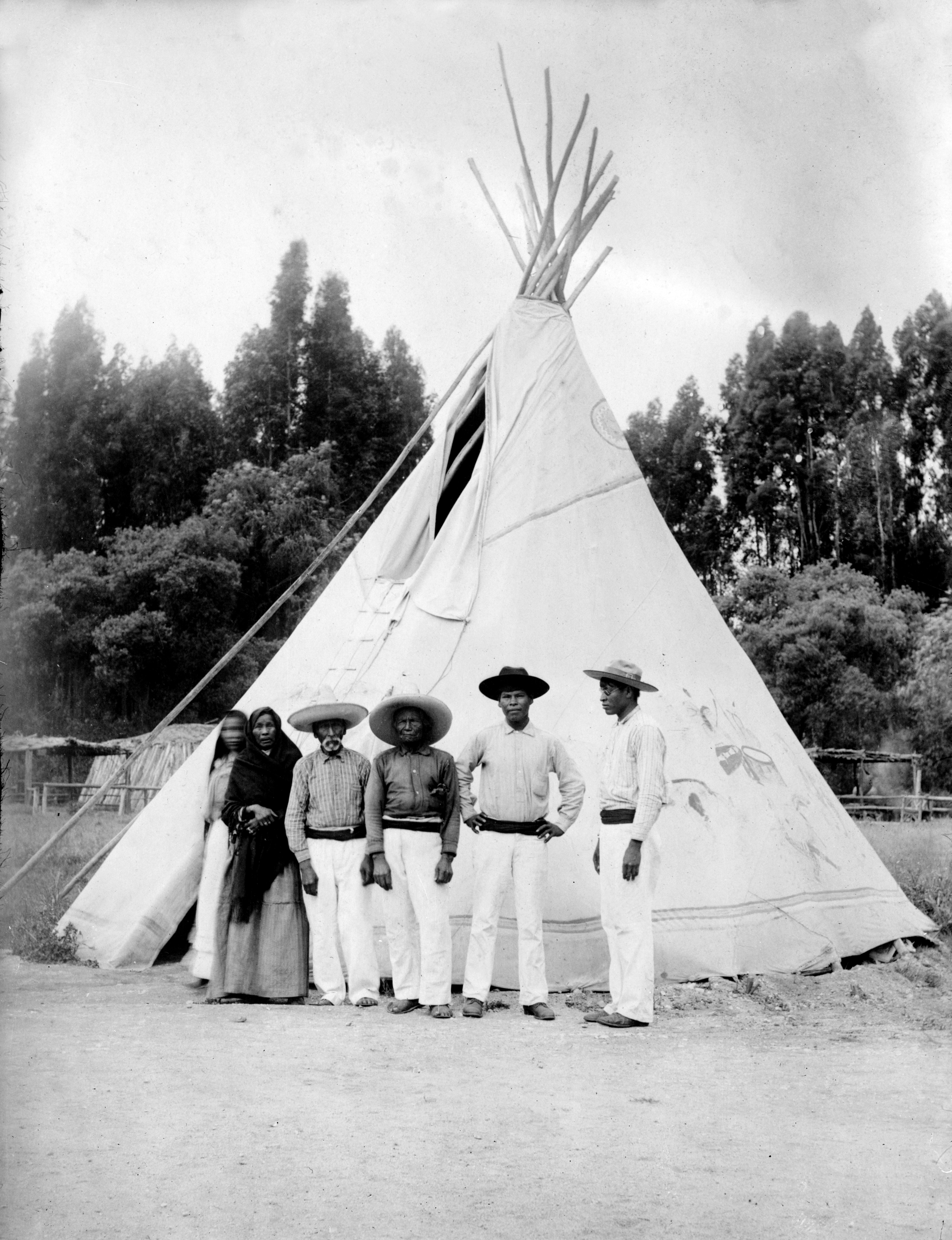
Yaquis diante de um tipi (c. 1915)

Nos anos 1820, o  líder yaquis Juan Banderas (executado em 1833) pretendeu unir as tribos Mayo, Opata e Pima aos Yaquis, para formar uma aliança e se separar do México, mas os esforços não deram resultado. A nação Yaqui sofreu muito nas mãos das forças armadas mexicanas, tendo havido um massacre 1868, quando 150 yaquis foram queimados vivos numa igreja pelos militares.
Outro significativo e também mal sucedido movimento pela independência foi liderado pelo líder yaquis Cajemé nos anos 1880. existe a municipalidade de Cajeme (Sonora), cujo nome homenageia o líder. Depois dessa guerra, os yaquis sofreram muita brutalidade durante o regime de Porfirio Díaz, que implementou uma política de transferência étnica para transferi-los de Sonora e desencorajar imigrações vindas da Europa e dos Estados Unidos. Centenas de milhares de Yaquis foram transferidos de Sonora para a península de Iucatã, onde alguns foram escravizados para trabalhar na agricultura, tendo muitos morrido pelas péssimas condições de trabalho. Assim, muitos yaquis fugiram para os Estados Unidos.

## Estados Unidos
Em 8 de janeiro de 1918, o 10° Regimento de Cavalaria Americano se envolveu na batalha de Bear Valley (próximo a Nogales (Arizona)). A tropa “E” interceptou um grupo de Yaquis americanos que iam ajudar os Yaquis de Sonora nas suas batalhas contra o governo mexicano. Em 1964, os Yaquis receberam 202 acres (817.000 m²) de terras do Governo Norte-Americano nas proximidades de Tucson e a tribo Pascua Yaquis foi reconhecida pelos EUA em 18.09.1978.
Os Yaquis estavam estabelecidos no sudoeste dos Estados Unidos até as incursões de soldados e missinários espanhóis no século XVIII. A história e as tradições orais Yaquis indicam que com toda certeza havia pequenos assentamentos yaquis na região séculos antes da chegada dos europeus. A cidade de Tubac, Arizona, tem Yaquis em sua guarnição militar de hispânicos. Muitas comunidades Yaquis existiram no Arizona desde o século XIX: A reserva indígena de Pascua Pueblo fica no noroeste de Tucson e a de Hu'upa no sul (foi absorvida pelas áreas Freeway e Valencia de Tucson); Marana (Arizona) tem muitos assentamentos yaquis.

## Hoje
Ao final dos anos 1960, muitos Yaquis, dentre eles Anselmo Valencia Tori e Fernando Escalante, começaram a desenvolver um trecho de terras com cerca de 8 km² a leste do assentamento, chamando o mesmo de “New Pascua]” ou “Pascua Nuevo”. Esse novo assentamento tem hoje um população de 4 mil pessoa e é o centro administrativo da tribo. A maioria da população madura de New Pascua usa o inglês, espanhol e alguns usam ainda o yaqui. Os mais velhos falam fluentemente o yaquis e há muitos jovens aprendendo a língua.
Muitos yaquis se deslocaram mais para o norte, para a área de Tempe, um local chamado Nossa Senhora de Guadalupe. Mais tarde, esse local passou a ser chamado Guadalupe (Arizona). E hoje mais de 44% da população é de etnia ameríndia, muitos deles falando as três línguas (Ing, Esp, Yaqui)
Há um pequeno bairro Yaquis chamado Penjamo em Scottsdale, AZ. Existe também a “California Yaqui Association” no Condado de Fresno, CA e um pequeno grupo em Presidio (Texas). Em 2008 eram, no total, 11.324 eleitores registrados nas tribos Yaquis.

## O obscuro legado de Carlos Castañeda
Um dos mais controversos temas relativos aos Yaquis foi o fenômeno literário místico da obra do escritor Carlos Castañeda, sob formato de uma tese de graduação em antropologia na UCLA sobre os "yerberos" do estado do Arizona (EUA) e Sonora no México, onde supostamente vivia o seu informante e iniciador no uso de plantas psicoativas. Entre as contestações da veracidade de sua obra como estudo de antropologia, está o distanciamento desta do formato acadêmico, tipo: ausência das tradicionais lista de outras plantas em língua yaqui, com respectiva descrição etnomédica, já que tratava-se de um estudo com vendedores de ervas (yerberos), ou mesmo a coerência e presença do uso ritual do peiote e outras referidas plantas nessa etnia. Sequer inclui referências históricas à documentos e descrições sua proibição/ substituição de tais plantas ou símbolos por os utilizados na atual religião e cosmologia yaqui. Observe-se também a semelhança das descrições do Castañeda com descrições de estudos clássicos dos toltecas, como se disse, é coerente com a literatura disponível na biblioteca da UCLA e não com estudos de campo.
 Contudo a história das etnias uto-astecas sempre pode ser revista e um livro com a dimensão de fenômeno de massa como foi transformado, deveria ter os cuidados de preservação da identidade dos participantes como pode ter tido.

## Notáveis
Aqui se listam algumas pessoas notáveis da etnia Yaqui:
- Tony Bellamy, guitarrista, pianista e vocalista da banda nativa Redbone (anos 70)
- Roy Benavidez, Notável membro dos MACV-SOG (Guerra do Vietnã). Ganhou “Medalha de Honra por suas ações no leste do Camboja.
- Rod Coronado, eco-anarquita, ativistas dos direitos dos animais.
- María Félix, atriz Mexicana muito conhecida na  “Era de Ouro do Cinema Mexicano”
- Don Juan Matus, bruxo de Sonora, México (dos livros de Carlos Castaneda)
- Ritchie Valens (Ricardo Valenzuela), Yaqui Mexicano/Americano de ascendência espanhola, cantor, compositor e  guitarrista. Muito conhecido por sua versão de La Bamba.
- Phil Ortega – jogador profissional de Baseball
- Hector O. Valencia, flautista, artista e artesão, fazia mocassins, caçadores de sonhos] e bengalas. Combateu pelos Estados Unidos na Guerra da Coreia.
- Alvaro "Yaqui" Lopez, pugilista meio pesado. Está no “Boxing Hall of Fame” de Stockton, Califórnia.[14]